# Simo-Pekka Olli
Pour les articles homonymes, voir Pekka.
Simo-Pekka Olli est un joueur finlandais de volley-ball, né le 13 novembre 1985 à Varkaus (Savonie du Nord). Il mesure 2,04 m et joue passeur. Il totalise 41 sélections en équipe de Finlande.
Olli a commencé sa carrière à quatorze ans à Varkaus au poste de central. Son premier club professionnel a été le Raision Loimu avec lequel il a remporté la coupe de Finlande et terminé à la quatrième place du championnat. Après une saison en Finlande, il a signé un contrat de trois ans avec Padoue. Après une première saison, Olli est prêté pour une saison à Bergame. Au terme d'une saison ratée et d'une relégation en Serie B, il revient à Padoue pour y accomplir sa dernière année de contrat. Au terme de cette expérience italienne, il retourne en Finlande au Raision Loimu.

## Clubs
| Club                    | Pays     | De        | À         |
| ----------------------- | -------- | --------- | --------- |
| Raision Loimu           | Finlande | 2004-2005 | 2004-2005 |
| Giotto Padoue           | Italie   | 2005-2006 | 2005-2006 |
| Agnelli Metallo Bergame | Italie   | 2006-2007 | 2006-2007 |
| Antonveneta Padoue      | Italie   | 2007-2008 | 2007-2008 |
| Raision Loimu           | Finlande | 2008-2009 | 2008-2009 |

## Palmarès
- Coupe de Finlande (1)
  - Vainqueur : 2004

## Équipe nationale
Il a honoré sa première sélection en équipe de Finlande à l'été 2005 contre la Turquie à l'occasion de la Ligue européenne.